# Argentometrija
U analitičkoj hemiji, argentometrija je tip titracije u kome učestvuje jon srebra (I). Ona se tipično koristi za određivanje količine hlorida prisutnog u uzorku. Rastvor uzorka se titriše rastvorom srebro nitrata poznate koncentracije. Joni hlorida reaguju sa jonima srebra(I) i proizvode nerastvorni srebro hlorid:

## Volhardov metod
Jedan primer retitracije (povratne titracije), Volhardov metod, imenovan po Jakobu Volhardu, se sastoji od dodavanja viška srebro nitrata to analit. Srebro hlorid se filtrira, i preostali srebro nitrat se titriše amonijum tiocijanatom, sa feri amonijum sulfatom kao indikatorom koji formira krvavo-crveni  u krajnjoj tački:
)

## Literatura
1. ↑  Рајковић, М. Б.;  . (1993). Аналитичка хемија. Београд: Савремена администрација.
2. ↑  R. Mihajlović, Kvantitativna hemijska analiza (praktikum), Kragujevac, 1998.
3. ↑  J. Savić, M. savić, Osnovi analitičke hemije, Svjetlost, sarajevo, 1987.
4. ↑  T. Šuranji, I. Žigrai, Osnovi kvantitativne hemijske analize, Novi Sad, 1997.
5. ↑  D. Skug, D. Vest, DŽ. Holer, Osnove analitičke kemije, Školska knjiga, Zagreb, 1999.
6. ↑  Yoder, Lester (1919). „Adaptation of the Mohr Volumetric Method to General Determinations of Chlorine”. Industrial & Engineering Chemistry. 11 (8): 755. doi:10.1021/ie50116a013.